# Фуад Асланов
Фуад Асланов  (азерб. Aslanov Fuad Elxan oğlu, 28 червня 1976) — азербайджанський боксер, олімпійський медаліст.

## Виступи на Олімпіадах
| Олімпіада  | Дисципліна      | Місце |
| ---------- | --------------- | ----- |
| Афіни 2004 | важка категорія | =3    |